# Laxdœla saga

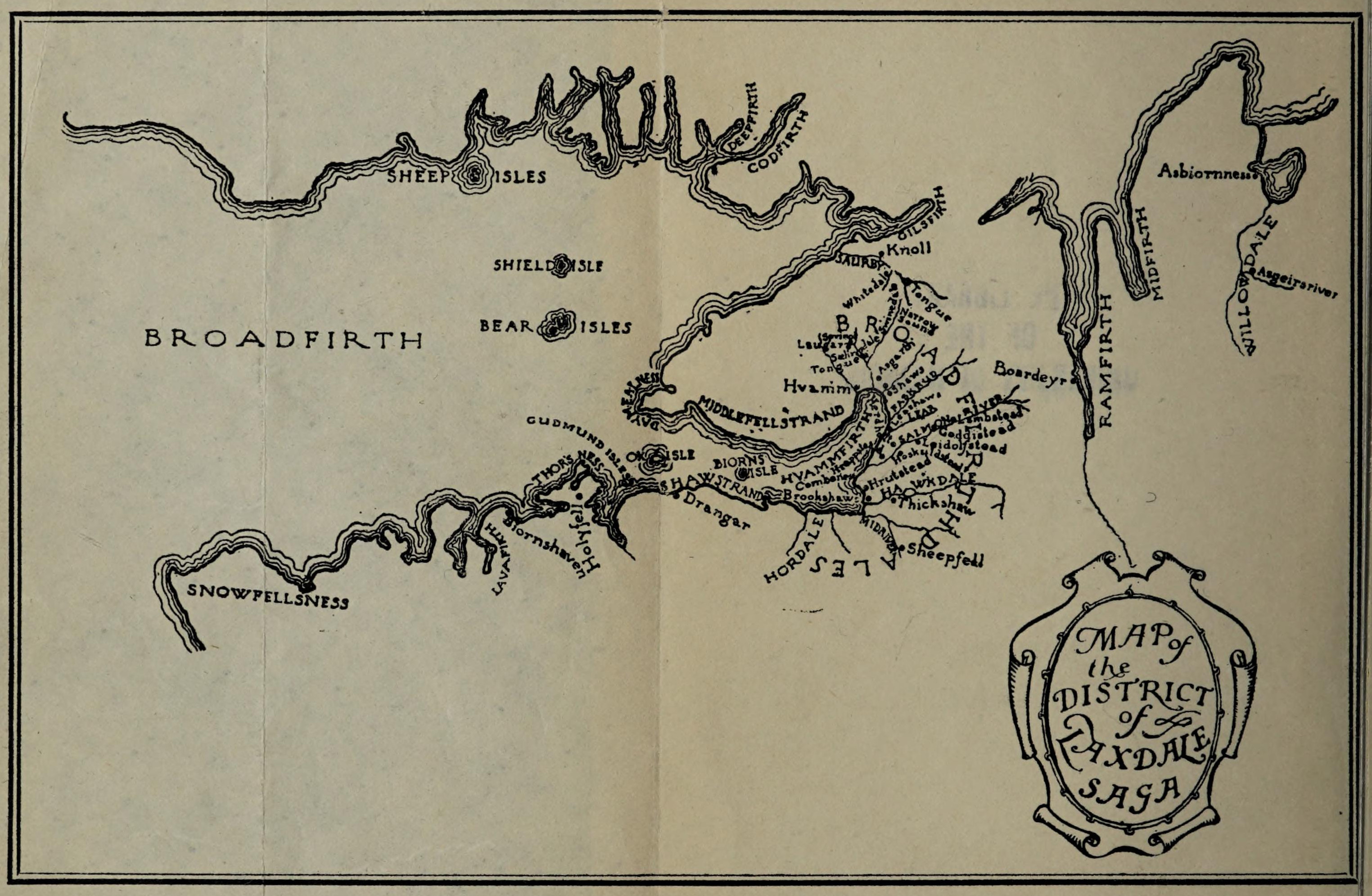
Mappa del luogo d'ambientazione della Laxdœla saga, da una traduzione inglese

La Laxdœla saga, o Laxdæla saga (che in italiano significa Saga degli abitanti della Valle dei Salmoni), è la saga che tratta del clan di Laxárdalr. È una delle più importanti saghe degli Islandesi, scritta in origine in islandese medievale (un dialetto dell'antico norreno); probabilmente è stata scritta nell'Islanda occidentale intorno al 1245. La saga è importante perché in essa viene nominato il primo membro conosciuto della guardia variaga: l'islandese Bolli Bollason, secondogenito della protagonista. Il suo autore è sconosciuto.
Il personaggio principale è Guðrún Ósvífursdóttir, donna famosa per la sua bellezza, che fu corteggiata dai due fratellastri Kjartan Ólafsson e Bolli Þorleiksson. Guðrún preferiva Kjartan, ma si diede a Bolli a causa di una falsa voce sul fidanzamento di Kjartan ed Ingibjörg, sorella del re di Norvegia Óláfr Tryggvason; i due fratellastri fecero uno scontro che risultò nella morte di Kjartan per mano di Bolli e nella morte di Bolli per mano dei parenti di Kjartan.
La saga ha un alto valore riguardo alla sua qualità letteraria, alla coerenza della vicenda e alla descrizione dei personaggi. Tuttavia la sua accuratezza storica è stata criticata: probabilmente ci sono eventi reali dietro la saga, ma il loro ordine è stato rielaborato e sono presenti anacronismi nei vestiti e nelle armature.
Un'aggiunta posteriore, dell'inizio del XIV secolo, è il Bollaþáttr (in italiano Þáttr di Bolli), che conclude la saga nei manoscritti pervenutici.